# Platypalpus mollis
Platypalpus mollis är en tvåvingeart som beskrevs av Axel Leonard Melander 1927. Platypalpus mollis ingår i släktet Platypalpus och familjen puckeldansflugor. Inga underarter finns listade i Catalogue of Life.